# Yuhina diademata
Yuhina diademata е вид птица от семейство Zosteropidae.

## Разпространение
Видът е разпространен във Виетнам, Китай и Мианмар.